# Tour Zamansky
Tour Zamansky je mrakodrap v Paříži. Nachází se v centru univerzitního kampusu Jussieu v 5. obvodu. Slouží jako univerzitní administrativní sídlo. Budova je pojmenována podle Marca Zamanskyho, vedoucího fakulty přírodních věd Pařížské univerzity v letech 1963–1970.

## Historie
Na konci 50. let se tehdejší fakulta potřebovala rozšířit a proto byl navržen kampus Jussieu. Architekt Édouard Albert vyprojektoval areál o čtvercovém půdosu s dominantní výškovou stavbou. Po jeho smrti na projektu pokračovali architekti Cassan, Coulon a Richard. Budova byla dokončena v roce 1970.
V 90. letech proběhla přestavba kampusu kvůli odstranění azbestu z budov. Při tom padla i otázka zboření mrakodrapu kvůli vysokým nákladům na rekonstrukci. Protože se však nenalezla odpovídající náhrada na prostory, byla budova ponechána. V roce 2004 byla vystěhována a v letech 2006-2009 proběhla rekonstrukce. Jejím vedením byl pověřen architekt Thierry Van de Wyngaert. Náklady na přestavbu dosáhly 40 miliónů € a 4,7 miliónů stálo odstranění azbestu. Dne 22. června 2009 byla budova předána k užívání Univerzitě Paříž VI.

## Architektura
Autorem stavby je Édouard Albert (1910-1968). Budova je vysoká 90 m s užitnou plochou 11 400 m2. Má 29 podlaží: přízemí, dva mezaniny, 25 běžných pater a jedno technické patro. Na střeše jsou umístěny čtyři stojany nesoucí různé antény, takže celková výška stavby činí 93 m.